# Liebner Ernő
Liebner Ernő (Budapest, 1895. január 3. – Budapest, 1974. január 11.) bőrgyógyász, egyetemi tanár, az orvostudományok kandidátusa (1952). Sógora Aszódi Zoltán belgyógyász, egyetemi magántanár.

## Élete
Liebner Samu (1863–1939), az Anker Általános Biztosító vezértitkárának és Liebner Irén (1868–1933) gyermekeként született zsidó családban. 1913-ban a VII. kerületi Állami Főgimnáziumban érettségizett, majd egészségügyi hadnagyként szolgált az első világháborúban. Tanulmányait a Budapesti Tudományegyetemen végezte, ahol 1920-ban szerezte meg orvosi oklevelét. 1920 és 1934 között a Charité Poliklinika bőrbeteg szakrendelésén dolgozott, 1934 és 1944 között a Pesti Izraelita Hitközség Bródy Adél és Zsigmond-gyermekkórházának bőrgyógyászati szakrendelését vezette. A második világháború alatt részt vett az illegális kommunista párt munkájában. 1945-től 1948-ig a Szabolcs Utcai Kórház szakorvosa, 1948 és 1952 között a Szeretetkórház bőrgyógyász főorvosa, 1953 és 1974 között az Országos Bőrgyógyászati és Nemibeteggondozó Intézet helyettes igazgatója volt. 1964-től címzetes egyetemi tanár volt a Budapesti Orvostudományi Egyetemen.
Fő kutatási területe a csecsemő- és gyermekkori bőrbetegségek vizsgálata. Számos szakközleménye jelent meg.
Felesége dr. Lőv-Beer Emma (1896–1963) orvos volt, Lőv-Beer József és Rosenzweig Anna lánya, akit 1922. június 1-jén Budapesten, az Erzsébetvárosban vett nőül. Fia Liebner János.
A Farkasréti temetőben nyugszik.

## Főbb művei
- Ekzemakezelés 10%-os konyhasó-oldat intravénás alkalmazásával. Sellei Józseffel és Bársony Tivadarral. (Orvosi Hetilap, 1926, 18.)
- Über die Rolle der Photosensibilität bei den durch Steinkohlen- und Petroleumderivaten verursachten Melanosen (Budapest, 1928)
- Mechanikus és thermikus allergiák (Orvosi Hetilap, 1934, 9.)
- Bőrgyulladások calcium-bróm kezeléséről (Budapest, 1935)
- Syringocystadenoma papilliferum. Erős Gedeonnal. (Budapest, 1935)
- Két naevusból fejlődött melanosarcoma. Kovács Endrével. (Magyar Orvosi Archivum, 1935, 36.)
- A háború és ostromokozta nélkülözések és túlerőltetések hatása a bőrbetegségekre (Orvosok Lapja, 1945, 6.)
- A lichen verrucosus és körülírt lichenificatiók határsugár-kezelése. Káldor Istvánnal. (Orvosok Lapja, 1947, 46.)
- A leggyakoribb dermatosisok a csecsemő- és gyermekkorban (Orvosok Lapja, 1949, 8.)
- Gyermekkori gombás bőrbetegségek (Orvosi Hetilap, 1952, 27.)
- A pyodermák megelőzésének és gyógyításának időszerű kérdései (Orvosi Hetilap, 1955, 27.)
- A csecsemőkori dermatitis seborrhoides és erythrodermia desquamativa Leiner kóroktanáról és lefolyásáról. Flórián Edével. (Orvosi Hetilap, 1956, 28.)
- Pyodermák. Rávnay Tamással. (Medicina, Budapest, 1957)
- Vizsgálatok a lábmykosisok üzemi elterjedésére és megelőzésére. Flórián Edével és Varsányi Dénessel. (Orvosi Hetilap, 1960, 47.)
- A munkahely klimatikus körülményeinek összefüggése a lábmikozisok gyakoriságával. Páter Jánossal és Flórián Edével. (Orvosi Hetilap, 1964, 2.)

## Díjai, elismerései
- Koronás Arany Érdemkereszt a Vitézségi Érem szalagján (1918)
- Kiváló Orvos (1958)
- Munka Érdemrend ezüst fokozata (1969)
- Munka Érdemrend arany fokozata (1970)[13]